# حملات الدولة السعودية الأولى على القطيف
حملات الدولة السعودية الأولى على القطيف هي مجموعة من المعارك والمناوشات العسكرية التي شنتها قوات الدولة السعودية الأولى بقيادة سعود بن عبد العزيز والقائد السعودي إبراهيم بن سليمان بن عفيصان على القطيف وبلدانها الواقعة تحت حكم عبد الله بن سليمان من بني خالد بهدف ضمها إلى للأراضي السعودية.

## حملة 1206هـ
في سنة 1206هـ/1792م سار سعود بن عبد العزيز نحو القطيف (أثناء حربه مع بني خالد)، فحاصر بلدة سيهات حتى سقطت في يده، ثم سيطر على قرية عنك وقرية القديح والعوامية، ثم حاصر سعود «ميناء القطيف» نفسه ولم يرفع الحصار إلا بعد أن دفع أهله ثلاثة آلاف زر من الذهب، ولم يكن الهدف من هذه الحملة الضم المباشر للقطيف حيث أرجئ ذلك حتى يحسم الأمر مع دولة بني خالد، وإنما كان الهدف ترويض تلك المنطقة الشديدة المعارضة للدولة السعودية.

## ضم القطيف
بعد سقوط الأحساء وزوال إمارة آل حميد من بني خالد المستقلة (زالت في سنة 1208هـ/1794م) فيها لم يتبق من أملاك بني خالد سوى بعض جيوب المقاومة في القطيف وما جاورها، وقد أغفلت المصادر النجدية القطيف بعد حملة سنة 1206هـ/1792م السالفة الذكر ولم تشر إلى كيفية سقوطه، غير أن صاحب كتاب «لمع الشهاب في سيرة محمد بن عبد الوهاب» ذكر أنها سقطت بعد الأحساء وأورد كيفية سقوطها، ولم يحدد تاريخًا للسقوط.
بعد استقرار الأمور للدولة السعودية الأولى في بلاد بني خالد وتمام فتحها بعد حملاتهم المتتالية عليها، أرسل الإمام عبد العزيز بن محمد حملة قوامها ثمانية آلاف مقاتل بقيادة إبراهيم بن عفيصان إلى القطيف، والتي كان يترأسها «عبد الله بن سليمان المهشوري الخالدي»، بينما «أحمد بن غانم القطيفي» كبير على رعايا القطيف. فكانت سيهات جنوبي القطيف هي الهدف الأول لإبراهيم بن عفيصان حيث نزل بها، فبعث عبد الله بن سليمان بعض قواته الخالدية بقيادة ابنه «علي» فوقعت معركة بين الطرفين انتهت بهزيمة ابن عفيصان وانسحابه إلى الظهران، فأخد ابن عفيصان يشن غاراته على أطراف القطيف ونتيجة لهذا قرر عبد الله بن سليمان الخروج إليه بقواته الخالدية معتمدًا على أحمد بن غانم القطيفي وأتباعه في حماية البلد والقلعة. والتقى الطرفان في الجارودية بجوار القطيف، وبعد قتال دام اثني عشر يومًا انكسر عبد الله بن سليمان راجعًا إلى القطيف، فقطعت قوات السعوديين عليه الطريق مما اضطره إلى الابتعاد ثم اتجه إلى قلعة جزيرة تاروت حيث تحصن في قلعتها مع رجاله. لما بلغ خبر ابن سليمان إلى أحمد بن غانم القطيفي، حصن نفسه وجماعته في القلعة، فجاء ابن عفيصان وطلب من أحمد تسليم القلعة، فرضي بذلك، إلى أنه خشي من جنود المهاشير من بني خالد الذين كانوا معه في القلعة، فاقتحم ابن عفيصان القلعة عنوة واستولى على القطيف وقتل كثيرًا من أهلها، وأما أحمد بن غانم فقد نجى هو وجماعته.

## ضم تاروت

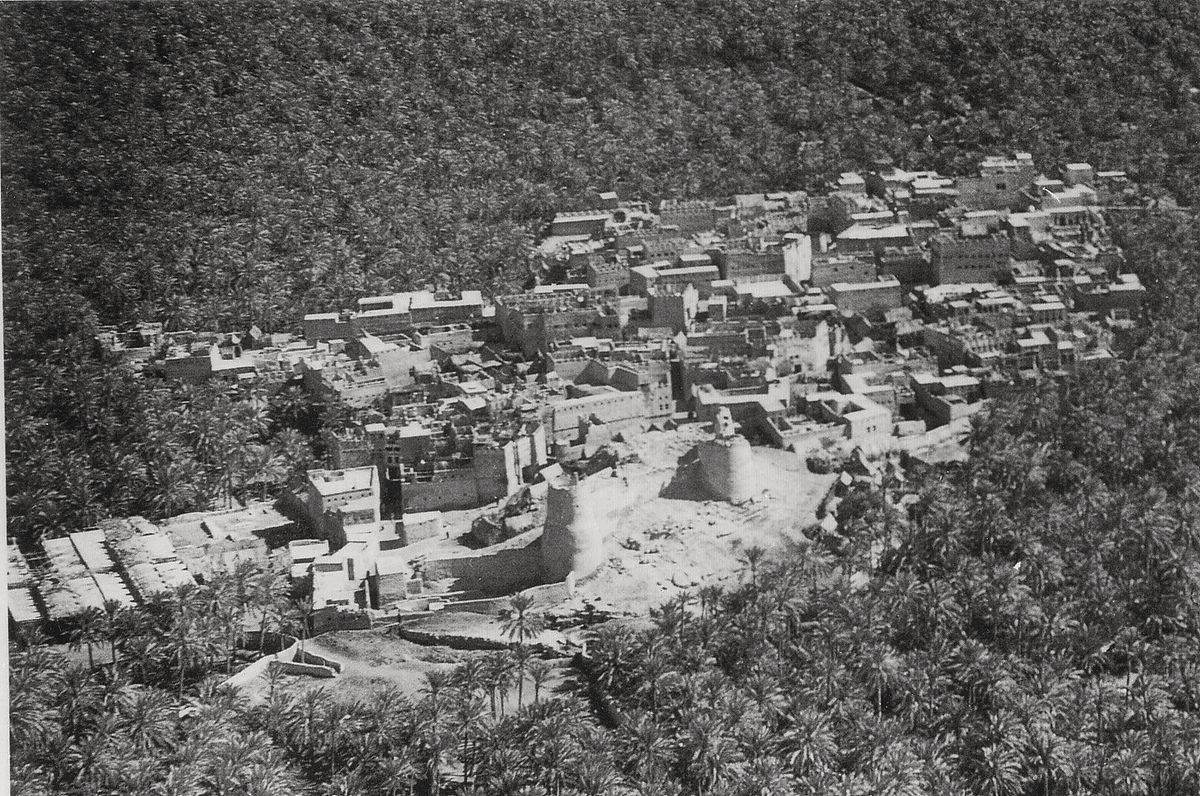
قلعة تاروت.

بعد سقوط القطيف أرسل إبراهيم بن عفيصان أخاه فهد (أو فهرد) بألفي مقاتل إلى عبد الله بن سليمان في تاروت، بينما رابط إبراهيم بمعظم قواته في القطيف خوفًا من تمرد أهلها، فعسكر فهد (أو فهرد) بقواته قرب تاروت وأخذ يغزو أطرافها، ثم طلب المدد من أخيه في محاولة لاقتحام قلعة تاروت مقر عبد الله بن سليمان، فأمده بألف مقاتل، فهاجم بقواته تلك القلعة إلا أنه لم يتمكن منها وقتل الكثير من رجاله، فتراجع إلى معسكره السابق، وفي أثر ذلك شن عبد الله بن سليمان هجومًا مفاجئًا وغير متوقع على قوات فهد (أو فهرد) مما أدى إلى هزيمة القوات السعودية بعد مقتل مائتين من رجالها، واستيلاء عبد الله بن سليمان على المعسكر. كتب إبراهيم بن عفيصان (والذي تمسك بالقطيف وتحصن بها) إلى الإمام عبد العزيز بن محمد يخبره بما حدث، فأيده وحثه على التمسك بموقفه وألا يمكن ابن سليمان من استدراجه للمواجهة فيخرج من القطيف. أرسل عبد العزيز قوات كبيرة بقيادة «صالح بن راشد الدوسري» وأمر ابن عفيصان بقيادة تلك القوات لمواجهة ابن سليمان وإبقاء صالح الدوسري في القطيف لحفظها والسيطرة عليها. فعمل ابن عفيصان بموجب الحكم الصادر من عبد العزيز فسار إلى تاروت واستطاع الاستيلاء عليها بعد واحد وعشرين يومًا من الحصار وهرب ابن سليمان إلى المنتفق بعد أن قتل معظم رجاله.

## تحديد تاريخ ضم القطيف وتاروت
انفرد صاحب كتاب «لمع الشهاب في سيرة محمد بن عبد الوهاب» برواية فتح القطيف وتاروت، ولم يحدد تاريخها، إلا أنه ذكر أن هذه الحملات كانت في عهد الإمام عبد العزيز بن محمد (المتوفى في سنة 1218هـ/1803م) وأنها كانت بعد فتح الأحساء 1208هـ/1794م.